# 吕克西奥勒
吕克西奥勒（法語：Luxiol，法語發音：[lyksjɔl]）是法国杜省的一个市镇，属于贝桑松区。

## 地理
吕克西奥勒（47°22'52"N, 6°20'57"E）面积6.44 平方千米，位于法国勃艮第-弗朗什-孔泰大區杜省，该省份为法国东部内陆省份，北起上索恩省，西接汝拉省，东部及东南部与瑞士接壤，东北部与贝尔福地区省接壤。
与吕克西奥勒接壤的市镇（或旧市镇、城区）包括：韦尔讷、博姆莱达姆。

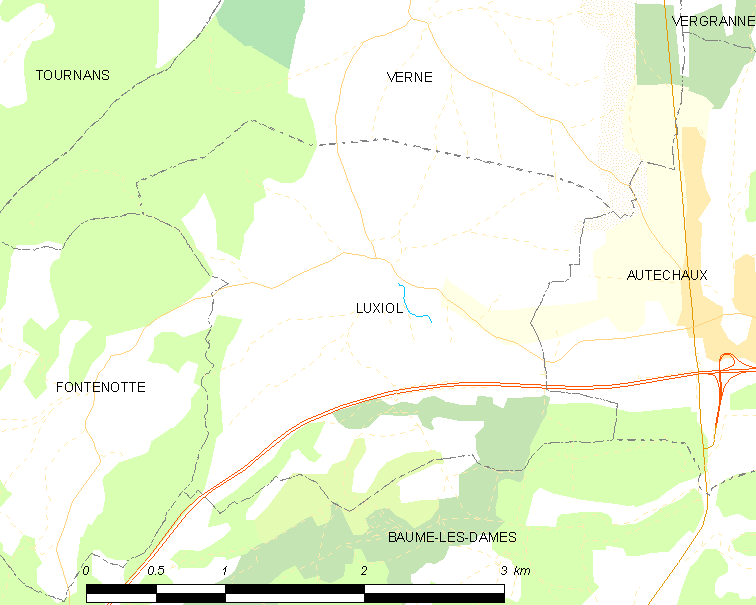
吕克西奥勒的OSM定位图

吕克西奥勒的时区为UTC+01:00、UTC+02:00（夏令时）。

## 行政
吕克西奥勒的邮政编码为25110，INSEE市镇编码为25354。

## 政治
吕克西奥勒所属的省级选区为博姆莱达姆县。

## 人口

1962-2008年间吕克西奥勒人口变化图示

吕克西奥勒于2022年1月1日时的人口数量为156人。